# Государство Селевкидов
Государство Селевкидов (др.-греч. Βασιλεία τῶν Σελευκιδῶν, Basileía tōn Seleukidōn; Империя Селевкидов, Держава Селевкидов, Сирийское царство) — эллинистическая монархия Селевка и его потомков, образовавшаяся при распаде империи Александра Македонского. В результате Вавилонского раздела, Селевк I получил сатрапию Вавилонию, и затем в ходе серии войн присоединял к ней большую часть ближневосточных территорий Александра Македонского. Современники государства называли его царством (Βασιλεία).
Ядром государства был Ближний Восток, на вершине своего могущества оно включало в себя часть территории Малой Азии, Сирию, Финикию, Иудейское Царство, Месопотамию, Иран, части Средней Азии и современного Пакистана. К I веку до н. э. территория государства Селевкидов сократилась и занимала современные Сирию и Ливан.
Государство Селевкидов являлось важнейшим центром эллинизма, основным связующим звеном между греческой и персидской культурными традициями. Начав свою экспансию в Грецию, империя столкнулась с армией Римской республики, которая нанесла ей ряд поражений. В итоге восточная часть страны к середине II века до н. э. была захвачена парфянами под руководством Митридата I. Селевкиды продолжали править в Сиро-Финикии до завоевания страны армянским царём Тиграном II в 83 году до н. э, окончательно уничтожившим Селевкидское государство. Правившая царица Клеопатра Селена I из династии Селевкидов была схвачена и в 69 г. до н. э. казнена по приказу армянского царя царей. В 64 году до н. э. бывшая западная часть территории государства Селевкидов обращена в римскую провинцию Сирию.

## Наименование
Античные источники, такие, как указ лоялистов в честь Антиоха I из Илиона, на греческом языке определяют государство Селевкидов как сатрапию (ἀρχή) и как царство (βασιλεία). Точно так же селевкидские государи описывались как «цари в Вавилонии». Начиная со II века до нашей эры, древние писатели называли селевкидского правителя «Царём Сирии», «Владыкой Азии» и другими титулами. Свидетельство того, что селевкидские монархи именовали себя царями Сирии, даёт надпись Антигона, сына Менофила, который назвал себя «наварх Александра, царя Сирии». Царь Александр в этой надписи - либо Александр I Балас, либо Александр II Забина.

## История

### Селевк I и основание империи

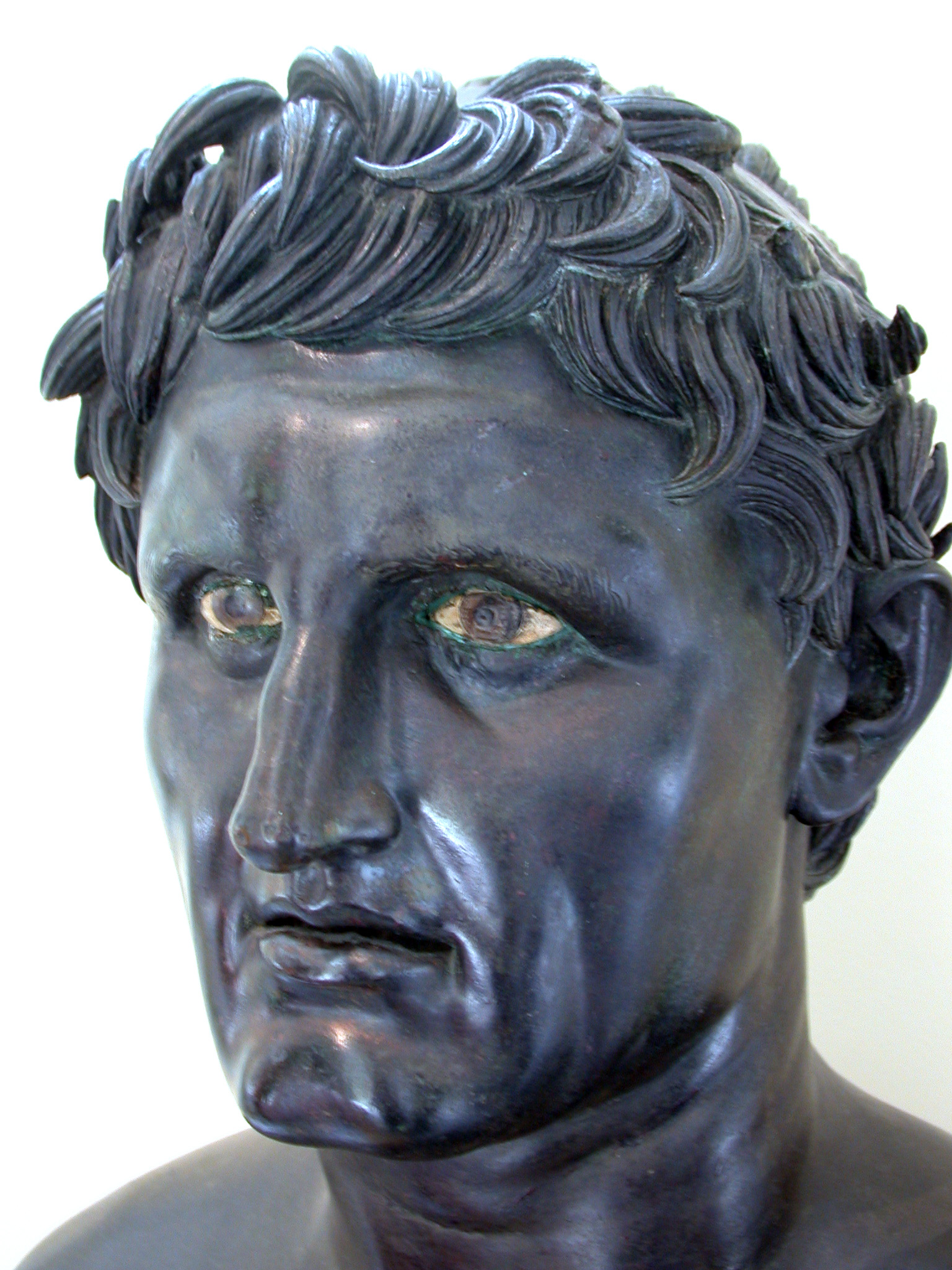
Селевк I Никатор

После смерти Александра Великого власть в его империи находилась в руках регента — Пердикки, который в 323 году до н. э. разделил её территорию между полководцами Александра, ставшими сатрапами.
Правитель Египта Птолемей первым бросил вызов регенту, спровоцировав Пердикку на военный поход в Египет в 321 году до н. э. При переходе через Нил погибла часть македонского войска.
Селевк, бывший командующим лагерем, помог убить Пердикку, получив вавилонскую сатрапию и отказавшись от должности хилиарха в пользу Кассандра (сына Антипатра). Дата утверждения Селевка в Вавилоне в 312 году до н. э. в должности сатрапа стала считаться моментом основания державы Селевкидов. После этого Селевк начал расширять своё государство, прибавив к Месопотамии Персиду, Парфию, Бактрию, Аравию. Но формально владения Селевка считались частью Македонского царства, а Селевк подчинялся регенту Македонского царства при царе-ребёнке Александре IV.
После того как стало известно, что по приказу регента малолетний царь был тайно убит, в 306 году до н. э. несколько крупнейших сатрапов, в том числе и Селевк, объявили себя царями. Так образовалось царство Селевкидов.
Селевк продвинулся до Индии, где заключил договор с индийским царём Чандрагупта Маурья, по которому взамен передачи Селевку 500 боевых слонов к Маурьям отошли Паропамис, Арахосия и Гедросия.
После победы над Антигоном Одноглазым в битве при Ипсе в 301 году до н. э. Селевк получил контроль над востоком Малой Азии (Восточной Анатолией) и северной Сирией. В ней он основал город Антиохия, ставший столицей его владений. Альтернативная столица была создана в городе Селевкия на Тигре, к северу от Вавилона.
Империя Селевка достигла своего расцвета после победы над его бывшим союзником — Деметрием. Попытки Селевка взять под свой контроль Фракию и Македонию были прерваны гибелью близ Лисимахии от руки Птолемея Керавна.

### III век до н. э.

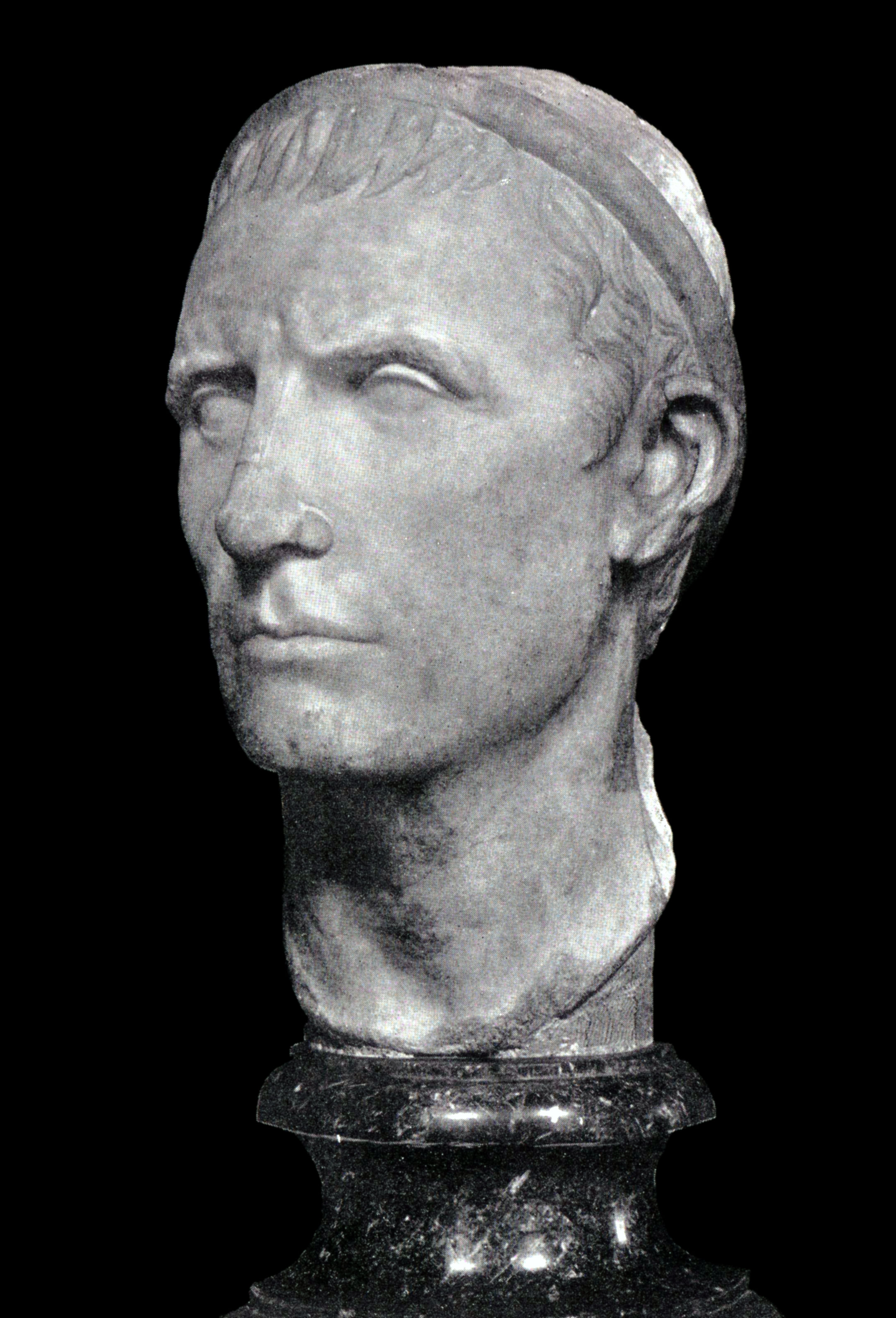
Антиох III Великий

Наследником Селевка стал Антиох I Сотер. Поначалу, в 280 году до н. э., он был разбит вифинцами, однако затем одержал победу над галатами — союзом трёх кельтских племён, вторгшихся в Малую Азию в 278—277 годах до н. э. и опустошавших её западную часть на протяжении 46 лет. Позднее он вёл с Эвменом Пергамским и Птолемеем Первую Сирийскую войну.
Вскоре после сокрушительного поражения в битве при Сардах с пергамским правителем Эвменом I Антиох I умер. Его старший сын Селевк был казнён по приказу отца по обвинению в измене в 266 году до н. э., поэтому новым царём стал второй сын Антиох II Теос, который известен войной с фракийцами и Египтом (Вторая Сирийская война), а также тем, что он освободил милетян от тирана Тимарха.
При Антиохах I и II царство Селевкидов уменьшилось в размере вследствие отпадения парфян (256) и греко-бактрийцев. При Селевке II Каллинике Бородатом (246—226) произошла Третья Сирийская война, которая была неудачна для Селевкидов. Потерпев поражение, Селевк II вступил в союз со своим братом Антиохом Гиераксом, вследствие чего Птолемей III Эвергет заключил на 10 лет мир с Селевком. Вскоре, однако, Антиох Гиеракс начал войну с Селевком II, который, как передают, пал в битве; по другому свидетельству, он погиб в сражении с Митридатом при Анкире. Прозвание Каллиник он получил за победу над парфянским царём Арсаком, хотя позднее последний, заключив союз с Диодотом II Бактрийским, разбил Селевка и заставил его отступить в Сирию. Правление Селевка II было несчастливо в сфере как внутренних отношений, так и внешней политики. Почти вся Малая Азия и южные территории уже не принадлежали могущественной некогда династии: Селевк II оставался господином лишь северной части внутренней Сирии (до Персеполя и Экбатан), равнин Киликии и приморской Лаодикеи.
После него правил Селевк III Керавн, или Сотер (226—222). С помощью одного из своих родственников, Ахея, он отвоевал у пергамского царя значительную часть Малой Азии, но вскоре был убит. При Антиохе III Великом (222—187) монархия Селевкидов сначала вернула своё прежнее политическое значение и могущество. Антиох отнял Палестину и Финикию у Птолемеев, покорил парфян, бактрийцев и индийцев и заявил притязания на все земли к западу от Тавра и по берегам Геллеспонта. Однако вмешательство римлян положило предел притязаниям Антиоха, который в битве при Магнезии (190) был разбит наголову и навсегда погубил могущество Селевкидов, царство которых с тех пор было ограничено Тавром.

### Упадок
При преемниках Антиоха сирийская монархия уже не могла подняться до прежней степени могущества и медленно, но неуклонно шла к полному упадку и распаду. Кое-где появились полунезависимые властители — такими, например, были тираны Кибиры, на севере Ликии, правившие 180—84 годах до н. э. (известны: Моагет I, Поикрат, Моагет II, Семий и Моагет III).
С 162 до 125 года сирийский престол непрерывно переходил из рук в руки, пока Сирия не была разделена на две части, управлявшиеся особыми царями: северную Сирию с Киликией и Финикию с Келесирией. По смерти Антиоха XIII, убитого эмесским князем, Гней Помпей Великий осенью 64 года до н. э. вступил в Сирию и завоевал её, обратив в римскую провинцию.

## Культура
В культурном отношении Сирия занимала важное место в ряду эллинистических монархий и в некоторых отношениях имела преимущество перед птолемеевой монархией. Так, правители Сирии были гораздо деятельнее Лагидов; население не представляло собой нестройной толпы, а было организовано в общины, причём греко-македонский элемент господствовал в материальном и культурном отношении над восточным. Наряду с греческими независимыми городами существовали восточные общины, жившие самостоятельной жизнью (например, евреи).
Антиохия была третьим после Рима и Александрии центром цивилизации и просвещения. В ней было много богатых храмов, портиков, бань, театров, произведений искусства; правда, библиотека в Антиохии была учреждена лишь при Антиохе XIII. Другим центром сирийского царства была Селевкия на Тигре. Сирийцы отличались живым умом, склонностью к удовольствиям и нравственной распущенностью; типичный образец сирийского характера представляет собой Антиох IV Эпифан.
Кроме собственно Селевкии, греческая культура была распространена в Киликии и Финикии; греческие города, находившиеся в этих областях, считались «священными и неприкосновенными». В чём заключалась юридическая основа этой неприкосновенности, точно определить трудно; известно лишь, что большинство значительных городов, оставшихся верными последним Селевкидам, допускали самодержавную власть только с большими ограничениями.

## Территориальное устройство

Государство Селевкидов и сопредельные государства во II—I веках до н. э.

Империя была разделена на 72 небольших сатрапии, из которых самой значительной была так называемая Селевкида, в которую входили юго-восточная Киликия, южная часть Коммагены и Верхняя Сирия, с 4 большими городами: Антиохией, Селевкией, Апамеей и Лаодикеей. По этим четырём городам Селевкида называлась также Тетраполем (Страбон). Из других городов обширной монархии наиболее значительны были Ороп (между Оронтом и Евфратом), Зевгма (на Евфрате), Бамбика-Гиераполь (в югу от Зевгмы), Амфиполь, Верия (между Аманским хребтом и Евфратом), Эдесса (между Тигром и Евфратом), Селевкия на Тигре, Эвроп в Мидии, Каллиопа и Гекатомпил в Парфии.
Селевк был выдающимся администратором и просвещённым правителем. Он основал до 75 городов, в числе которых насчитывалось 16 Антиохий (по имени его отца), девять Селевкий, три Апамеи, одна Стратоникея, пять Лаодикей (по имени жён); другие города были названы по имени Александра, македонских или греческих городов или в память военных побед.
Большинство основанных Селевком городов пользовались самоуправлением, подобно греческим, но были области, в которых население платило дань племенным князьям. Селевкия на Тигре была главным торговым центром на пути, соединяющем Средиземное море с Индией. Западная часть Малой Азии также принадлежала Селевкидам, за исключением Вифинии, Пергама и некоторых других областей и городов. К числу главных городов этой части монархии принадлежали Лампсак и Смирна. Селевкиды были продолжателями Александра Великого в деле эллинизации Азии. С течением времени противодействие греческих элементов населения азиатскому режиму привело к тому, что сирийская монархия распалась на ряд городских общин и утратила своё могущество.

## Экономика

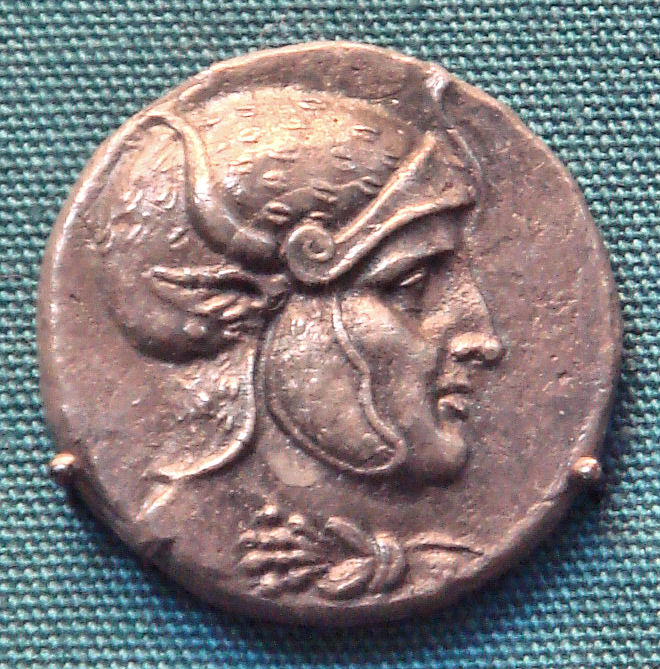
Монета Селевка I Никатора

Империя Селевкидов существовала за счёт различных налогов:
- Форос — выплаты зависимых от царя политических элементов. Этот налог был введён Дарием I, и в дальнейшем использовался Селевкидами. Он взимался не с отдельных лиц, а с общин (города, селения, народы, племена) и распределялся между ними, его сумма оставалась неизменной. От выплат можно было освободиться, получив царскую привилегию[5]. Форос выплачивали греческие города Малой Азии, народы Палестины, правители Верхней Азии и эллинистические общины как в виде талантов, так и натурой. Сбор налога осуществлялся местными должностными лицами, тем самым центральная администрация не вмешивалась в финансовые дела плательщиков[6].
- Подушный налог. Взыскивался с каждого жителя государства.
- Венечный налог[7]. Выплачивался подчинёнными городами и правителями во время приезда правителя. Однако к III веку до н. э. превратился в прямой налог, дополнявший обязательные дары золотых венков[8].
- Соляной налог. Им облагались Вавилония и Палестина.
- Налоги за отправление культа. Его выплачивали храмы различных конфессий, существовавших на территории империи.
- Таможенные пошлины. Они налагались на каждую провинцию отдельно, взимаясь за ввоз и вывоз товаров. Также существовали дополнительные пошлины: за право навигации по Евфрату, портовая, на верблюдов, на эскорт в пустыне и другие[9].
- Плата при переходе собственности от одного хозяина к другому. Включала в себя налог на куплю-продажу и сбор за торговлю рабами[1].
- Муниципальные налоги. Города империи для поддержания своего финансового положения ввели налоги на имущество и землю[10].

Помимо налогов, казна Империи Селевкидов пополнялась за счёт торговли зерном, которое в большом изобилии произрастало на плодородных полях Сирии и Месопотамии, а также за счёт доходов от малоазиатских серебряных рудников.

## Армия

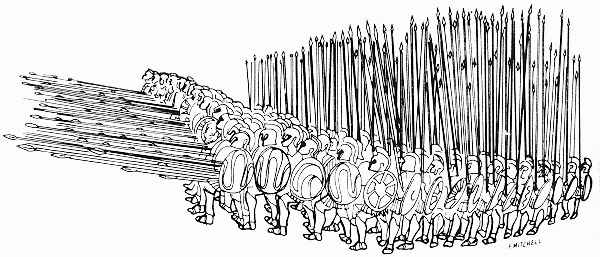
Македонская фаланга

Как и другие эллинистические государи, Селевкиды имели профессиональную армию, основа которой была заложена Александром Македонским. Войска были распределены по всем провинциям империи, так как их не хватило бы для охраны границ такого большого государства.
Селевкиды могли выставить весьма большую армию. Родоначальник династии Селевк I в битве при Ипсе выставил 20 000 пехотинцев, 12 000 кавалеристов, 480 слонов и 100 колесниц. В 217 году до н. э. в битве при Рафии селевкидская армия состояла из 62 000 пехотинцев и 6000 всадников. В 190 году до н. э. в битве при Магнезии армия Селевкидов составляла 72 000 солдат, из них 60 000 пехотинцев. Во время смотра в Дафне при Антиохе IV было предъявлено около 50 000 человек. Последние правители могли выставить не меньше 10 000 пехотинцев и 1000 кавалеристов.
Предпочтение при комплектовании армии отдавалось греко-македонскому населению. Им предоставляли земельный надел, размер которого зависел от срока и характера службы. Основные районы их проживания составляли Лидия, Фригия и Сирия. Оставшуюся часть армии составляли туземные племена и наёмники.
Всю армию Селевкидов можно разделить на несколько частей:
- Гвардия: царский эскадрон, состоявший из элитной кавалерии: гетайров и агем, существовавших ещё со времён македонской армии, и аргираспиды («серебряные щиты») — пехотная гвардия диадоха, сформированная из потомков военных поселенцев[12]. Аргираспиды были вооружены сариссами и посеребрёнными щитами. Приблизительная численность составляла 10 000 человек[13].

- Пехота: лёгкая и тяжёлая. Лёгкая пехота в основном набиралась из местного населения, но также включала греческих наёмников. В её состав входили пельтасты, лучники, пращники и метатели дротиков. Основу тяжёлой пехоты составляла фаланга, набиравшаяся из местных жителей, но предпочтение отдавалось местным македонянам. Вооружение воинов фаланги составляли сарисса и щит.

Оставшуюся часть составляли наёмники и союзные контингенты, так как азиатские сатрапии не могли выставить тяжёлую пехоту. Антиох IV Эпифан во время парада в Дафне впервые показал 5-тысячный отряд, вооружённый и обученный по римскому образцу. Точно неизвестно, насколько это подразделение было схоже со своим прототипом. Существует предположение, что они были вооружены овальными щитами кельтского типа и копьями, а также дротиками. Создание этого подразделения было вызвано следующими причинами:
1. Антиох IV, в молодости побывав в Риме, восхищался управлением и воинской организацией римского государства.
2. Будущие войны должны были проводиться в восточных сатрапиях против мобильного противника и на больших расстояниях. Новые войска показали свою эффективность в сражениях с маккавеями, а также повысили боеспособность вооружённых сил империи.
3. Битва при Пидне показала, что македонской фаланге трудно противостоять римскому легиону. Эффективность нового войска показывала, что преобразованная армия Антиоха IV не будет иметь соперников в эллинистическом мире[15].

- Кавалерийские подразделения включали конных стрелков, копьеносцев, метателей дротиков, катафрактов и арабских всадников на верблюдах[16].
- Городские ополчения выставлялись городами для оказания военной помощи государю. Однако служили в них добровольно, их набор не вменялся в обязанность городам, а сами отряды не упоминаются в официальных документах в составе царских войск[17].
- Специализированные войска: боевые колесницы и слоны. Правители империи уделяли им большое внимание, не жалея средства на их содержание в Апамее на Понте. Слоны были индийского происхождения, считалось, что африканские слоны боятся их. На поле сражения слоном управлял погонщик, а на его спине была установлена башенка, откуда вели огонь четверо стрелков[18]. Помимо этого, активно применялась осадная техника: баллисты, катапульты и скорпионы.